# گمینا ونچنا
گمینا ونچنا (به لهستانی:  Gmina Łęczna) یک گمینا در لهستان است که در شهرستان ونچنا واقع شده‌است. گمینا ونچنا ۷۴٫۹ کیلومتر مربع مساحت و ۲۳٬۶۲۳ نفر جمعیت دارد.

## خواهرخوانده
شهر ترویولو خواهرخواندهٔ گمینا ونچنا هست.